# Instytut Benjamenta, czyli ten sen, który nazywają życiem
Instytut Benjamenta, czyli Ten sen, który nazywają życiem (Institute Benjamenta, or This Dream People Call Human Life) – pierwszy pełnometrażowy film braci Quay, adaptacja powieści Roberta Walsera Jakub von Gunten.
Przygotowania do filmu trwały osiem lat. Początkowo Lisę Benjamenta miała zagrać Charlotte Rampling, ale nie zgodzili się na to producenci (aktorka w tym czasie zerwała dwa kontrakty filmowe). Na zaproszenie Romana Gutka bracia odwiedzili Warszawę z okazji polskiej premiery w kinie „Muranów” 5 grudnia 1998.

## Opis fabuły
Do Instytutu Benjamenta, szkoły prowadzonej przez rodzeństwo Benjamentów zostaje przyjęty Jakob. Wstępując do tej niezwykłej szkoły musi poddać się nieznanym sobie prawom i rytuałom, rządzącym tą instytucją; musi też poradzić sobie z oczekiwaniami które stawiają mu Lisa Benjamenta i jej brat. Wzajemne fascynacje tych trojga wywołują zamieszanie i burzą ład ustalony w Instytucie.

## Obsada
- Mark Rylance – Jakob
- Alice Krige – Lisa Benjamenta
- Gottfried John – Herr Benjamenta
- Daniel Smith – Kraus
- Joseph Alessi – Pepino
- Jonathan Stone – Hebling
- César Saracho – Inigo
- Peter Lovstrom – Jorgenson
- Uri Roodner – Schilinski
- Peter Whitfield-Null

## Nagrody
- 1996 – Fantasporto
- 1995 – Locarno International Film Festival
- 1995 – Sitges – Catalonian International Film Festival
- 1995 – Stockholm Film Festival